# Eleonora Hohenzollern
Eleonora Hohenzollern (ur. 12 sierpnia 1583 w Królewcu, zm. 31 marca 1607 w Berlinie) – księżniczka pruska i poprzez małżeństwo margrabina-elektorowa Brandenburgii. 

## Życiorys
Urodziła się jako trzecia córka (piąte spośród siedmiorga dzieci) księcia w Prusach Albrechta Fryderyka i jego żony księżnej Marii Eleonory. 
23 października 1603 w Berlinie  poślubiła owdowiałego po śmierci Katarzyny Brandenburg-Küstrin margrabiego-elektora Brandenburgii Joachima Fryderyka Hohenzollerna, zostając jego drugą żoną. Para miała jedną córkę – margrabiankę Marię Eleonorę (1607-1675).